# Cewka (botanika)

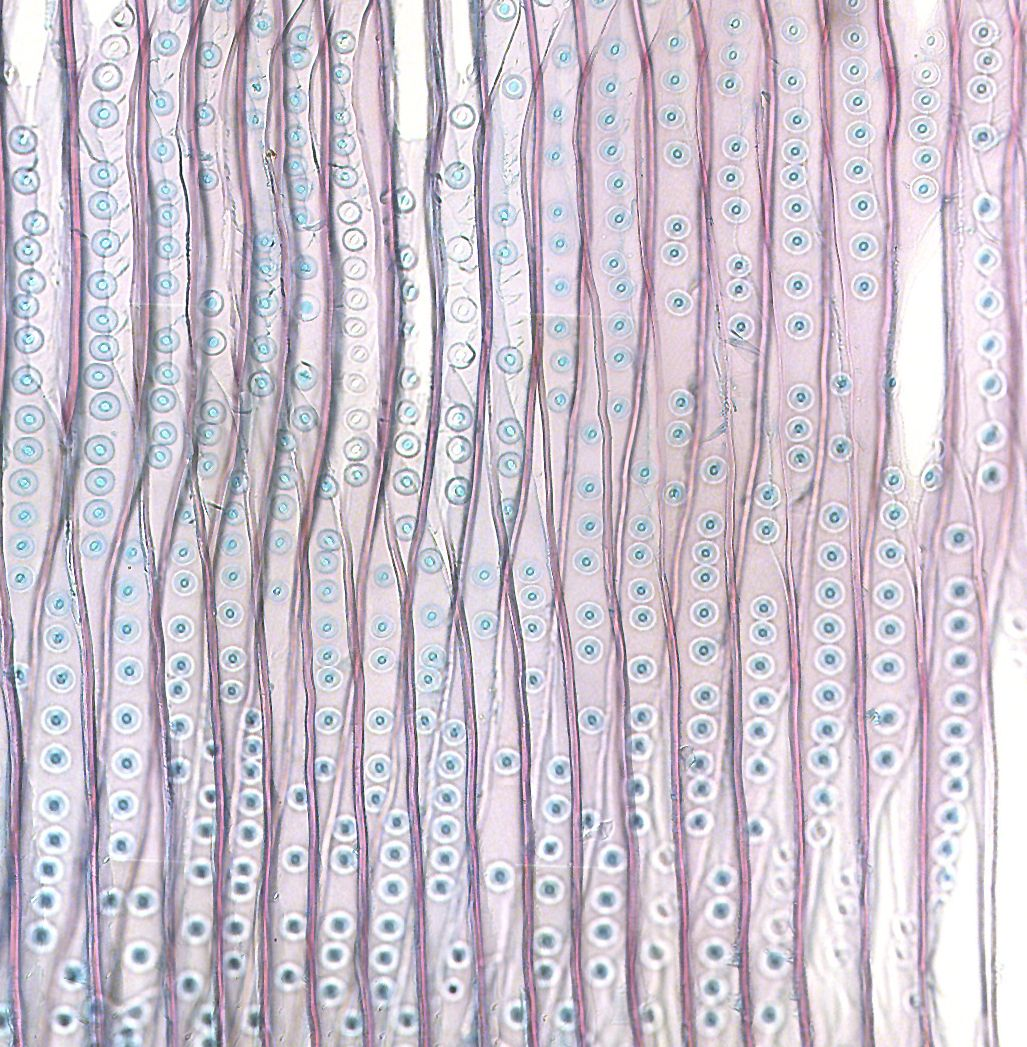
Cewki z licznymi jamkami w drewnie Abies concolor

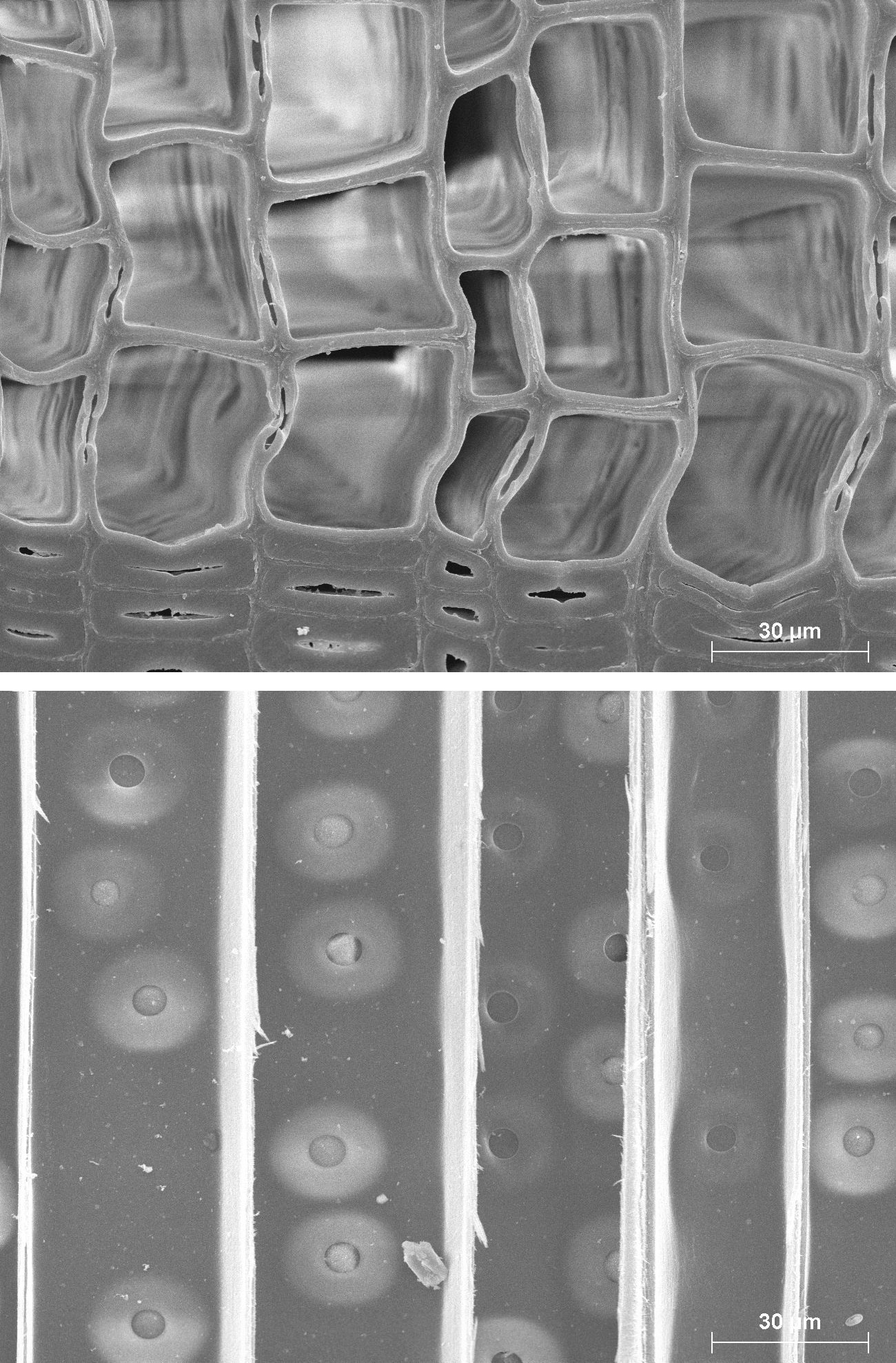
Fotografia mikroskopowa przedstawiająca cewki Picea abies. Przekrój poprzeczny na górze, przekrój podłużny na dole.

Cewka (tracheida) – martwa komórka tkanki przewodzącej drewna. Cewki dominują w drewnie nagonasiennych i w najstarszych rodzinach okrytonasiennych (u magnoliowców).

## Budowa i funkcje
Wydłużone, wrzecionowate komórki o silnie zdrewniałych ścianach komórkowych, z charakterystycznymi ukośnymi ściankami poprzecznymi, wyspecjalizowane są w przewodzeniu wody i rozpuszczonych w niej związków mineralnych. Dojrzałe cewki nie zawierają protoplastów. Poszczególne cewki przylegają do siebie ściankami bocznymi oraz zachodzącymi na siebie zwężonymi końcami ścianek poprzecznych. Woda i związki mineralne przemieszczają się z cewki do cewki przez jamki w zdrewniałych ścianach komórkowych. Typowe jamki lejkowate zamykane są przez niezdrewniałą błonę, która odchyla się na bok, gdy przepływa woda. Struktura taka nazywana jest zatyczką. Błona może mieć bardziej lub mniej liczne pory, sama zatyczka nie jest jednak podziurawiona. Oprócz funkcji przewodzącej cewki zwiększają również wytrzymałość mechaniczną pędów i korzeni. Cewki pełniące funkcję przewodzącą określane są jako cewki naczyniowe, a cewki spełniające funkcję mechaniczną jako cewki włókniste. Oba typy cewek mogą występować w tej samej roślinie. U sosny cewki mają średnio 0,7 mm długości i około 0,01 mm szerokości. Na ściankach występują łukowate poprzeczne pasemka Sanio. Nazwa pochodzi od nazwiska odkrywcy tej struktury. Pasemka zbudowane są z celulozy i występują po dwa między jamkami lejkowatymi. Cewki włókniste maja grubszą ścianę i mniejszą średnicę wewnętrzną oraz mniej jamek lejkowatych.